# Лугин, Дмитрий Евгеньевич
Дмитрий Евгеньевич Лугин (1 апреля 1990, Хабаровск) — российский хоккеист, нападающий. Воспитанник клуба КХЛ «Амур». Обладатель приза «Лучшему новичку сезона» имени Алексея Черепанова в сезоне 2011/2012.

## Статистика
| Легенда | Легенда                    | Легенда | Легенда                   | Легенда | Легенда    |
| ------- | -------------------------- | ------- | ------------------------- | ------- | ---------- |
| И       | Количество проведённых игр | Штр     | Штрафное время            | +/−     | Плюс-минус |
| Г       | Голы                       | П       | Голевые передачи          | О       | Очки       |
| -       | Статистика неизвестна      | —       | Статистика не учитывалась |         |            |

### Клубная карьера
- a В этом сезоне в «Плей-офф» учитывается статистика игрока в Кубке Надежды.